# Akeem Vargas
Akeem David Vargas (Lancaster, 29 aprile 1990) è un cestista statunitense naturalizzato tedesco.

## Palmarès
- Coppa di Germania: 3

Alba Berlino: 2014, 2016
Mitteldeutscher: 2024-2025
- Supercoppa tedesca: 2

Alba Berlino: 2013, 2014